# Twitter趨勢

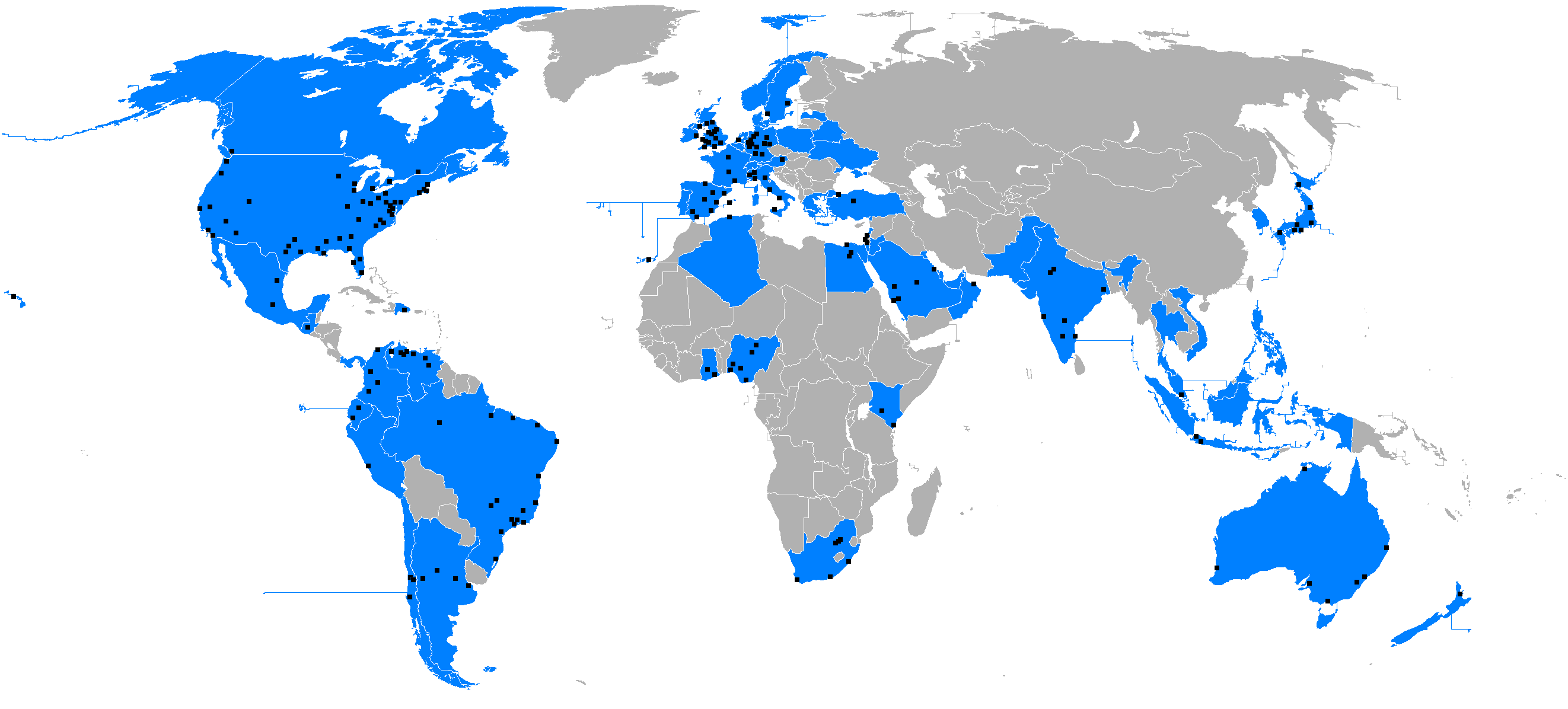
在Twitter上有当地热门话题的国家和城市

在Twitter上，如果一个词、短语或话题被提及的频率高于其他词、短语或话题，那它則被称为「热门话题」或「趋势」。热门话题之所以流行，要么是因為Twitter用户的共同推動，要么是由于某个事件促使人们谈论某个特定的话题。这些话题帮助推特和他们的用户了解世界上正在发生的事情以及人们对這些事情的看法。
热门话题有时是某些名人或粉丝们共同推動和操纵的结果。推特过去曾變更过趋势算法，以阻止此類操纵現象出現，但成效有限。